# .jo
.jo je internetová národní doména nejvyššího řádu pro Jordánsko.
Cizinci musí pro registraci kontaktovat lokálního zástupce.

## Domény druhého řádu
- .com.jo: firmy, organizace
- .edu.jo: školy, univerzity, vzdělávací instituty
- .gov.jo: vláda
- .mil.jo: armáda
- .name.jo: jednotlivci
- .net.jo: poskytovatelé internetu
- .org.jo: neziskové organizace